# Frederik Holst
Frederik Holst (ur. 24 września 1994) – duński piłkarz grający na pozycji obrońcy. Od 2018 roku zawodnik IF Elfsborg.

## Życiorys
Jest wychowankiem Brøndby IF. W czasach juniorskich trenował także w Boldklubben Union. W latach 2012–2017 grał w seniorskim zespole Brøndby. W rozgrywkach Superligaen zadebiutował 13 maja 2012 w przegranym 1:5 meczu z Aarhus GF. 23 sierpnia 2017 odszedł na zasadzie wolnego transferu do Sparty Rotterdam. W Eredivisie zagrał po raz pierwszy 1 października 2017 w przegranym 1:2 spotkaniu z Rodą JC Kerkrade. 10 sierpnia 2018 został piłkarzem szwedzkiego IF Elfsborg.